# Sabina Santos
Mestra Sabina da Conceição Santos (Estremoz, 1921 - 19 de Abril de 2005) foi uma ceramista portuguesa.

## Vida
Nasceu no seio da família Alfacinha, de longa tradição cerâmica. Seu avô, Caetano da Conceição, fora o fundador da Olaria Alfacinha. Seu pai, Narciso da Conceição, nasceu a mexer no barro e continuou a tradição familiar depois da morte de Caetano. Assim o fizeram, também, os filhos deste — Mariano, Jerónimo, Deoclisiano, Caetano e Sabina. Joaquim Luís Santos, com quem Sabina veio a casar, também assumiria um papel importante na preservação da oficina.
Mariano, oleiro e mestre na Escola de Artes e Ofícios, com o auxílio do escultor e director desta escola, José Maria Sá Lemos, começa a modelar bonecos de barro ao modo de Estremoz no princípio da década de 1930, aproveitando já a formação que Ana das Peles tinha dado ao referido director. Este trabalho na área dos bonecos foi depois da sua morte (final dos anos 50) continuado, primeiro pela sua irmã Sabina, depois por sua esposa Liberdade e, posteriormente, por sua filha Maria Luísa da Conceição.
Sozinha, Sabina Santos fez da experiência a sua mestra e aprendeu os segredos da modelação dos bonecos, os quais tinha apenas visto fazer. Fê-lo aproveitando também toda a experiência que tinha obtido no manuseamento do barro na oficina de seu pai.
Trabalhou 29 anos numa oficina na Rua Brito Capelo, em Estremoz, local onde hoje (2006) exerce a sua actividade a barrista Maria Luísa, sua sobrinha. Por ali passaram aprendizes, e se uns se perderam, outros aproveitaram os seus ensinamentos, como sucedeu com Fátima Estroia e as irmãs Flores.